# Aricia subcanariensis
Aricia subcanariensis är en fjärilsart som beskrevs av Ruggero Verity 1928. Aricia subcanariensis ingår i släktet Aricia och familjen juvelvingar. Inga underarter finns listade i Catalogue of Life.